# Forza Motorsport
Форца (енгл. Forza) је серија тркачких видео игара намењена Xbox конзоли и Windows оперативном систему, а креирао ју је Мајкрософт Студиос. Франшиза је тренутно подељена у две серије, оригиналну Форца Мотоспорт (енгл. Forza Motorsport) коју је развио Турн 10 Студиос и Форца Хорајзон (енгл. Forza Horizon ) игра отвореног света коју је у великој мери развио Плејграунд Гејмс.
Форца тежи ка томе да емулира перформансе и карактеристике управљања великог броја реалних аутомобила масовне производње, модификованих и тркачких аутомобила. Форца се често сматра одговором компаније Мајкрософт на Гран Туризмо, видео игру која је намењена PlayStation системима.
Почев од фебруара 2010, продато је више од 10 милиона копија откако је у продају пуштена Форца Мотоспорт у мају 2005 године. Од Децембра 2016. Серија игара је зарадила преко милијарду америчких долара у малопродаји, што чини Форцу једном од франшиза видео игара која је зарадила највише новца. До децембра 2016. преко 14 милиона јединствених играча регистровано је у заједници Форза на Xbox One и Видоус 10 оперативном систему.

## Игрице

### Форца Мотоспорт (2005)
Форца Моторспорт је објављена 2005. године и то је први део у серији Форза Моторспорт, која је настављена на Мајкрософтовим тренутно актуелним системима, Xbox 360 и Xbox. То је била једина видео игра у серији која је објављена на оригиналној Xbox конзоли. Садржи више од 200 аутомобила и више различитих реалних светова и тркачких стаза. Омогућује и мултиплејер опцију преко Xbox Live платформе. Добитник је награде Златна продаја од стране удружења ЕЛСПА, који показује продају од најмање 200.000 примерака у Уједињеном Краљевству. Група НПД је објавила да је у месецу објављивања игрица продала преко 100.000 примерака у Северној Америци.

### Форца Мотоспорт 2 (2007)
Форца Моторспорт 2 је први наставак Форца Моторспорт серије и први Xbox 360 наслов у серији. Мајкрософт 360 Вајрлес Рејсинг Вил је развијан упоредо са Форза Моторспорт 2 и дизајниран је за рад са игром. Пре издавања игре, Мајкрософт је покренуо Форца Моторспорт Шоудаун, мини телевизијску серију која је емитована на каналу Брзина. Серију је продуцирао Буд Брутсман а њен водитељ Ли Рихерман. Добила је награду Платинумска продаја од Удружења ЕЛСПА, која показује продају од најмање 300.000 примерака у Уједињеном Краљевству.

### Форца Мотоспорт 3 (2009)
Фоца Моторспорт 3 садржи више од 400 аутомобила који се могу прилагодити (више од 500 аутомобила у верзији Ултимејт Колекшн ) од 50 произвођача и више од 100 варијанти тркачких стаза са могућношћу трке до осам аутомобила на путу истовремено. Ови аутомобили варирају од стандардних аутомобила у нормалној серијској производњи до тркачких аутомобила, попут оних који се срећу на Ла Минс тркама. На конференцији за новинаре коју је Мајкрософт одржао на Е3 конвенцији 2009 на којој је игра била првобитно представљена, Турн 10 студио је открио функцију премотавања (слично као функција "флешбек" на Рејс Драјвер: Грид и ДиРТ 2), што омогућава играчу да врати време како би исправио претходне грешке направљене на стази. Функција премотавања уназад нема ограничења колико пута се може користити, али након тога играч мора чекати 30 секунди пре него што поново употреби ову функцију.

### Форца Мотоспорт 4 (2011)
За Форца Моторспорт 4, Турн 10 Студио је ступио у сарадњу ББЦ-јем и емисијом Топ Гир како би  Џереми Кларксон, као и остали водитељи Топ Гира, позајмили гласове за коментарисање у игрици. Игра је такође прва у франшизи која користи Xbox кинект сензор. Играчи могу користити сензор да окрећу главу на обе стране, а игра динамички прати у сличном покрету, померајући камеру са стране на страну. То је последња Мајкрософт реализација за Ескбокс 360.

### Форца Хорајзон (2012)
Форца Хорајзон је прва игра отвореног света, спиноф игра заснована на измишљеном фестивалу под називом Хорајзон Фестивал, који се одржава у Колораду. Игра укључује мноштво различитих аспекта играња из претходних наслова Форца Моторспорта, као што су велики број аутомобила, реалистична физика и графика високе дефиниције. Циљ је да се кроз игру напредује добијањем наруквица  брзо вожњом, уништавањем имовине, побеђивањем у тркама и повеђивањем других играћа. Хорајзон карактерише физика Форца Моторспорт 4, која је оптимизована за рад на 65 варијанти терена који су били присутни у игри. Играчи могу возити ван предвиђеног пута у одабраним областима, док су одређени путеви ограничени заштитном оградом или другим средствима. Хорајзон омогућава играчу да модификује аутомобил који је изабран из гараже тако што мења мноштво функција, ентеријер и екстеијер на аутомобилу. Такође можете добити аутомобиле тако што ћете освојити трке са насумично изабраним возачима на улици, освајањем већих конкурентских трка и проналажењем штала које садрже посебне аутомобиле.

### Форца Мотоспорт 5 (2013)
Форца Моторспорт 5 је прва Форца игра намењена Xbox One платформи, пета у серији Моторспорт и шеста игра у серији Форца. Игра је проширила  партнерство са Топ Геаром, јер су Ричард Хамонд и Џејмс Меј позајмили гласове за коментарисање заједно са Кларксоном. Игра је први пут потврдила Себулл из Мајкрософта Француска.Игра је објављена 22. новембра 2013. године.

### Форца Хорајзон 2 (2014)
Форца Хорајзон 2 је објављен 30. септембра 2014. године у Северној Америци за Xbox360 и Xbox One. Игра за Xbox One је развијена од стране Плејграунд Гејмс у сарадњи са Турн 10 Студио. Xbox 360 игрица је развијена од стране Сумо Дигитал. Xbox One верзија је представила динамички временски систем у игрици. Проширење игрице, Форца Хорајзон 2: Сторм Ајленд објавлјено је 16. децембра 2014. године. Форца Хорајзон и Форца Мотоспорт ће наставити као двогодишна серија, што значи ако изађе Форца Хорајзон, следеће године ће се појавити Форца Мотоспорт игра, а затим и Хорајзон игрица следеће године, и тако даље. 

### Форца Мотоспорт 6 (2015)
Форца Моторспорт 6 је званично најављен на Међународном сајму аутомобила у Северној Америци 12. јануара 2015. Као део уговора о развоју са компанијом Форд Мотор, Турн 10 Студио је добио директан приступ дизајнерском тиму за Форд ГТ суперкар из 2017. године. Игра је објављена 15. септембра 2015. године за Xbox One. Фри-ту-плеј Windows 10 верзија игре, позната као Форца Моторспорт 6: Апек, објављена је као бета 5. маја 2016. 6. септембра 2016. године је престала да буде бета и постала је потпуна.

### Форца Хорајзон 3 (2016)
Дана 13. јуна 2016. године Мајкрософт је најавио Форца Хоризон 3 за Windows 10 и Xbox One. Игра се одвија у Аустралији, а играч је представљен у игри као домаћин самог фестивала Хорајзон. Игру чини преко 350 аутомобила, и прва је игра у серији која је покренута на Windows и Xbox One. Од децембра 2016. Форца Хорајзон 3 је продат у преко 2,5 милиона јединица. Проширење игрице названо Близард Моунтаин је објављено 13. децембра 2016. године са зимском путевима, и 8 нових аутомобила. Друго проширење Хот Вилс објављено је 9. маја 2017. године. Ово проширење карактерише нова област звана Трилтопиа и додаје наранџасту и плаву Хот Вилс стазу са петљама, скоковима, подметачима, полу-цевима и још много тога. Проширење укључује и десет нових аутомобила.

### Форца Мотоспорт 7 (2017)
Дана 11. јуна 2017. Мајкрософт је најавио Форца Моторспорт 7 за Windows 10 и Xbox One. Игра је објављена 3. октобра 2017. Ова игра укључује многе стазе, укључујући повратак Мапле Валлеи Рајсвеј.

## Успешност
Серијал Форца је углавном добила велику похвалу од критичара. Са изузетком Форза Моторспорта 5, свака игрица у главној Моторспорт серији, као и спиноф серија Хорајзон, добила је метакритички резултат од 85/100 или више. Од десет наслова који су до сада објављени, пет има резултате од 90/100 или више.
| Игрица            | Метакритик                      | ИГН    |
| ----------------- | ------------------------------- | ------ |
| Форца Мотоспорт   | (Xbox) 92/100                   | 9.5/10 |
| Форца Мотоспорт 2 | (Xbox 360) 90/100               | 8.9/10 |
| Форца Мотоспорт 3 | (Xbox 360) 92/100               | 9.4/10 |
| Форца Мотоспорт 4 | (Xbox 360) 91/100               | 9.5/10 |
| Форца Хорајзон    | (Xbox 360) 85/100               | 9/10   |
| Форца Мотоспорт 5 | (Xbox One) 79/100               | 8.8/10 |
| Форца Хорајзон 2  | (Xbox One) 86/100               | 9/10   |
| Форца Мотоспорт 6 | (Xbox One) 87/100               | 9/10   |
| Форца Хорајзон 3  | (Xbox One) 91/100Рачунар 86/100 | 9.5/10 |
| Форца Мотоспорт 7 | (Xbox One) 86/100Рачунар 82/100 | 9.2/10 |